# Ricuzenius pinetorum
Ricuzenius pinetorum är en fiskart som beskrevs av Jordan och Starks, 1904. Ricuzenius pinetorum ingår i släktet Ricuzenius och familjen simpor. Inga underarter finns listade i Catalogue of Life.